# لومزا
لومزا (بالإنجليزية: Łomża)‏ هي مدينة، تتبع محافظة بودلاسكي، بلغ عدد سكانها 62946 نسمة، في 2012، تبلغ مساحتها 32.67 كيلومتر مربع.

## معرض صور

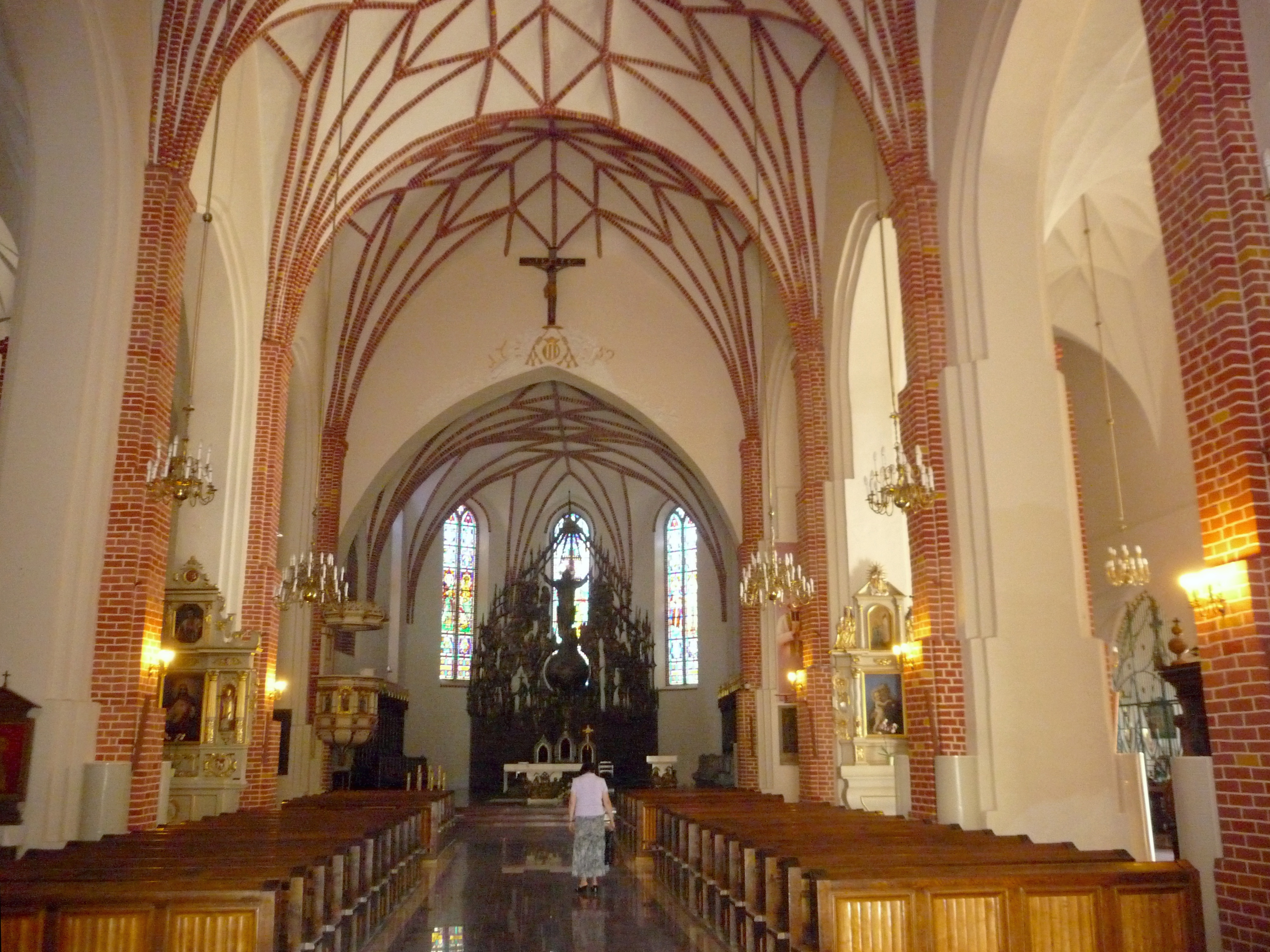
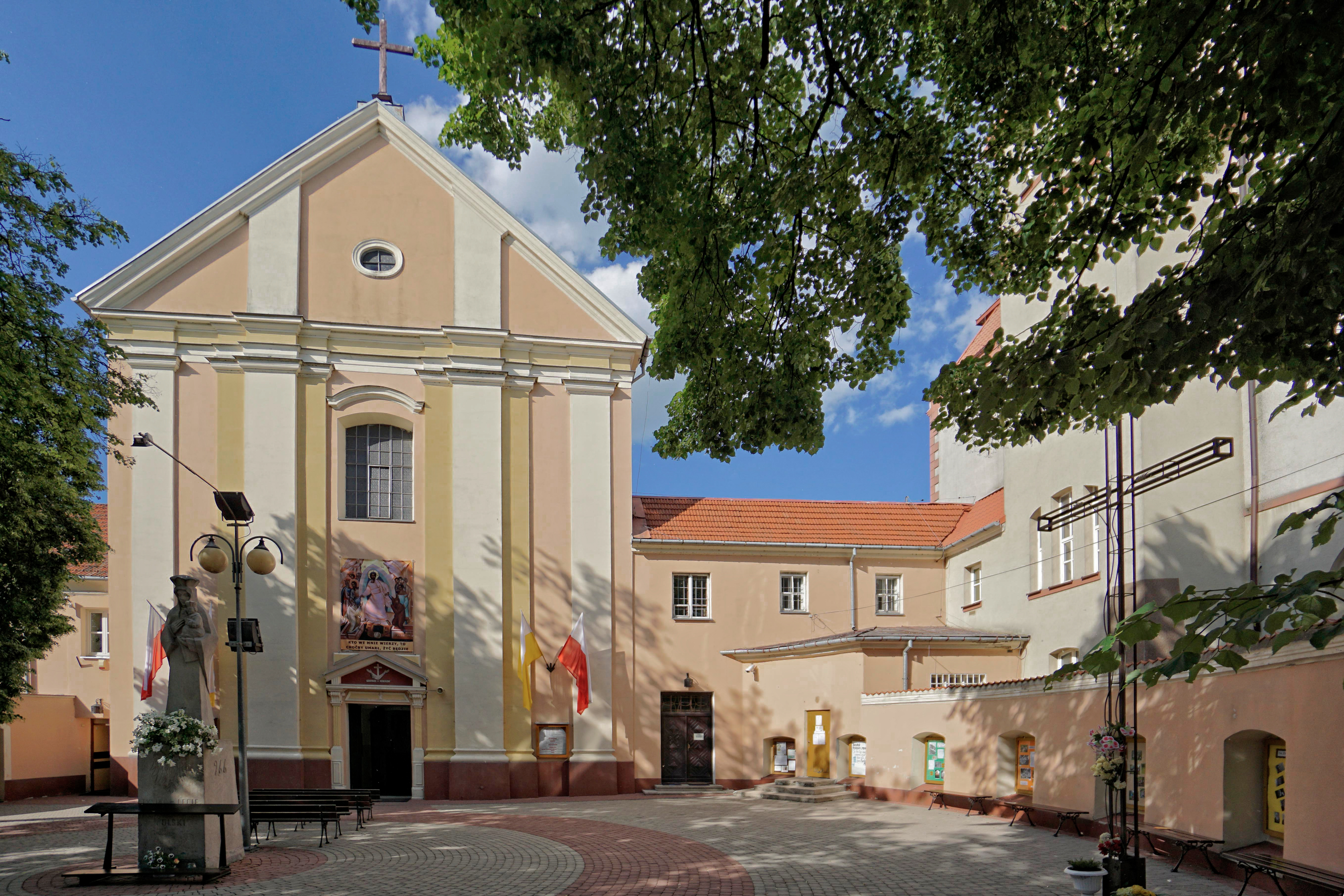
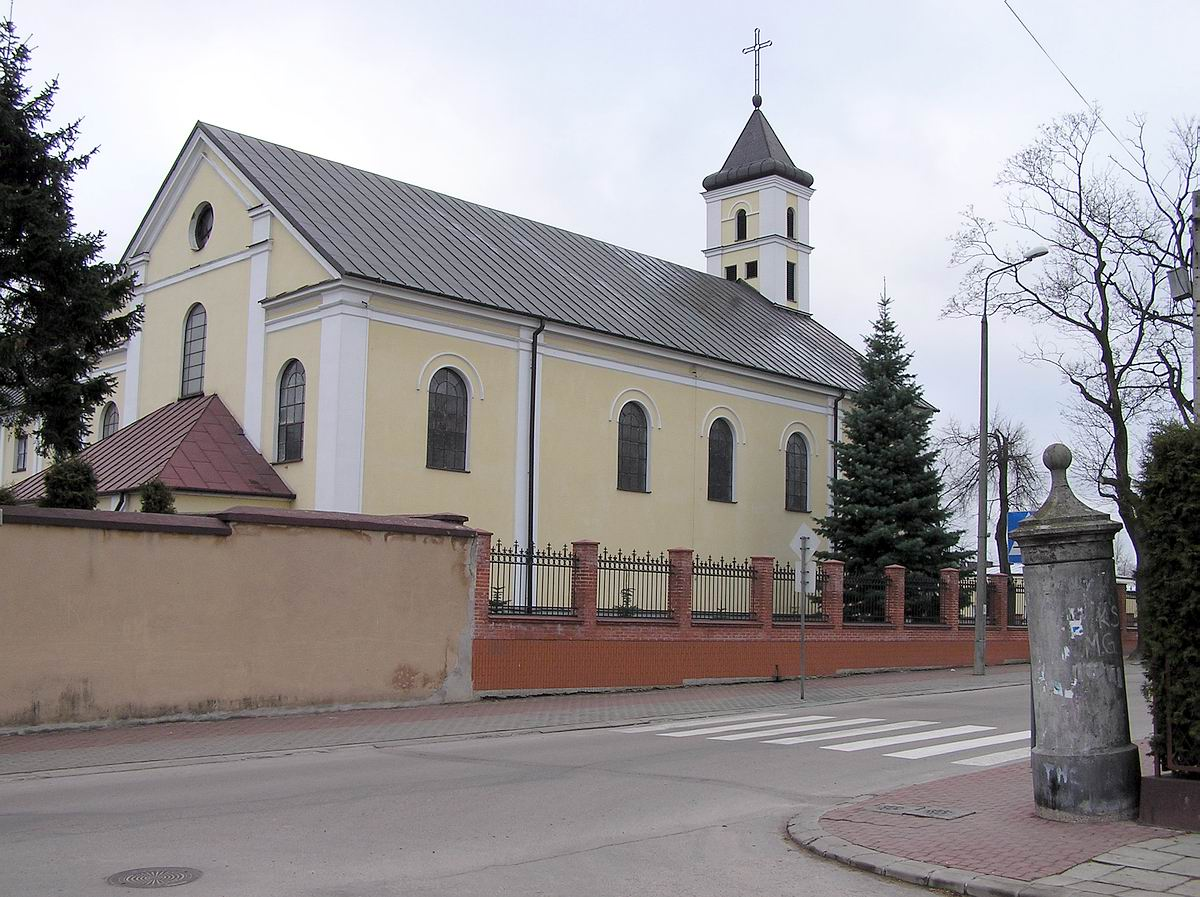
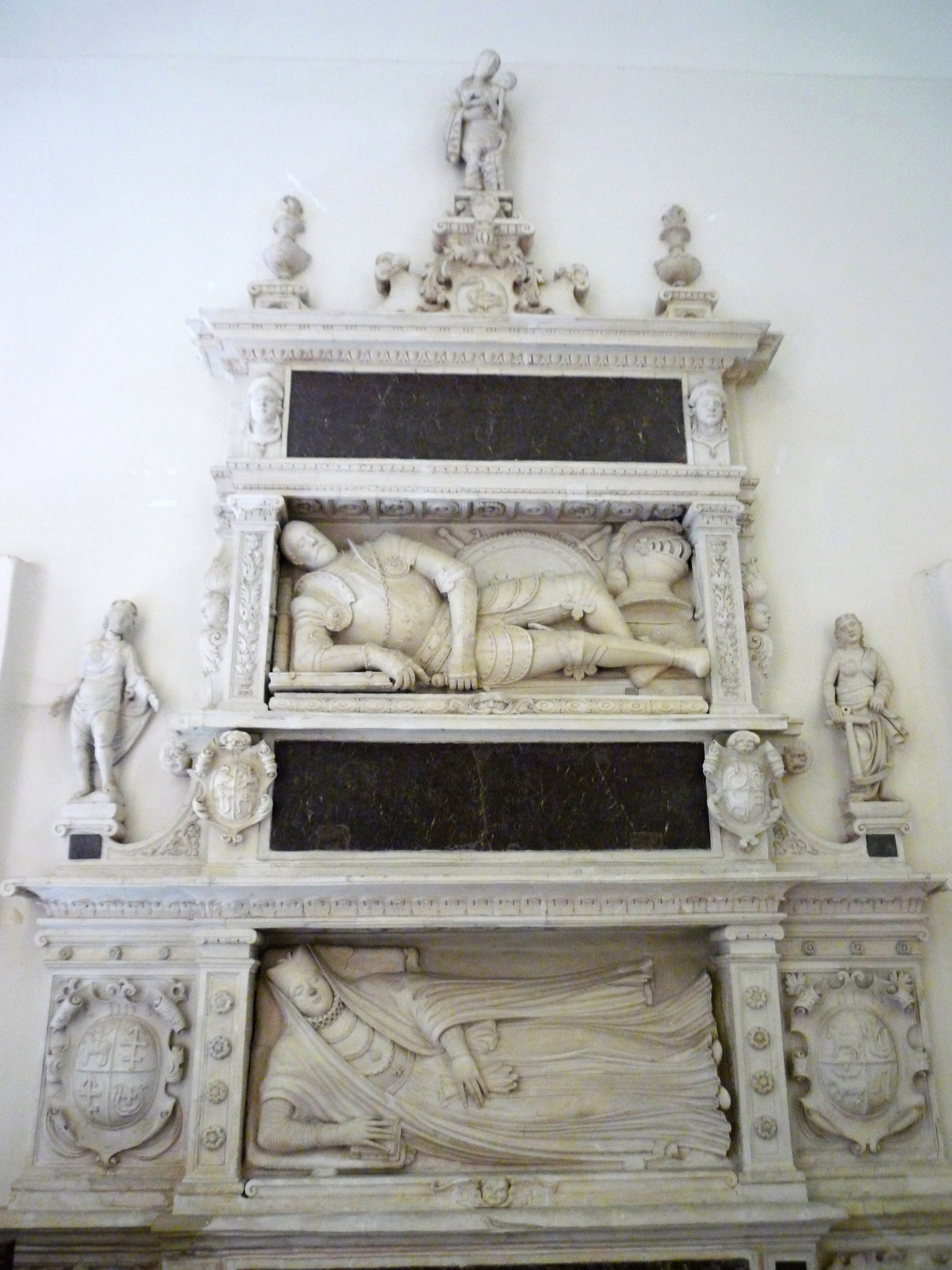

## مدن توأم
المدن التوأم:
- موسكاتاين
- تالين.

## أعلام
- إبرام بلاس
- ريزارد بندر
- غرازينا ميلر